# Distrito electoral de Spring Creek (condado de Howard, Nebraska)
Spring Creek (en inglés: Spring Creek Precinct) es un distrito electoral ubicado en el condado de Howard en el estado estadounidense de Nebraska. En el Censo de 2010 tenía una población de 169 habitantes y una densidad poblacional de 1,35 personas por km².

## Geografía
Spring Creek se encuentra ubicado en las coordenadas 41°19′52″N 98°20′9″O / 41.33111, -98.33583. Según la Oficina del Censo de los Estados Unidos, Spring Creek tiene una superficie total de 125.11 km², de la cual 124.09 km² corresponden a tierra firme y (0.82%) 1.03 km² es agua.

## Demografía
Según el censo de 2010, había 169 personas residiendo en Spring Creek. La densidad de población era de 1,35 hab./km². De los 169 habitantes, Spring Creek estaba compuesto por el 96.45% blancos, el 0% eran afroamericanos, el 0% eran amerindios, el 0% eran asiáticos, el 0% eran isleños del Pacífico, el 3.55% eran de otras razas y el 0% pertenecían a dos o más razas. Del total de la población el 3.55% eran hispanos o latinos de cualquier raza.